# Jacob Praetorius der Jüngere

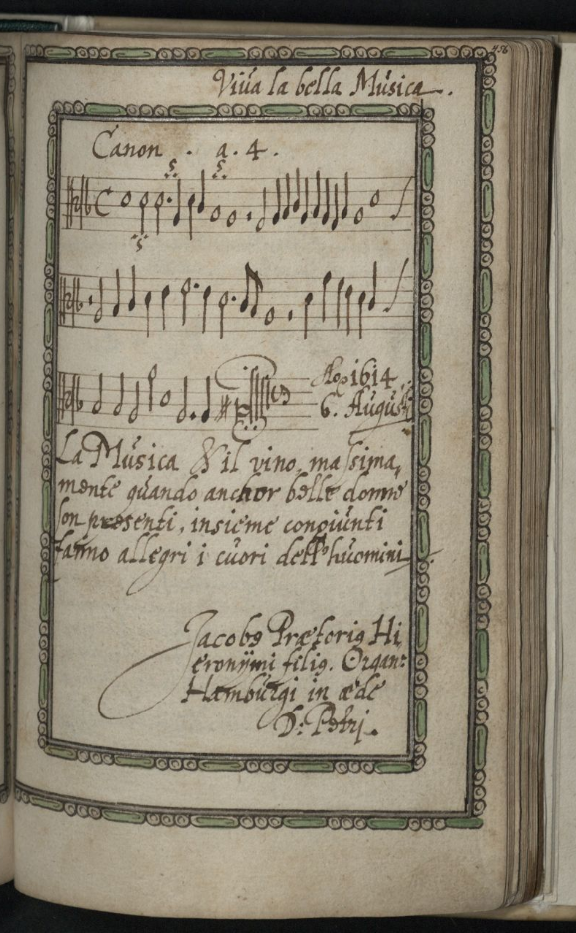
Eintrag von Jacob Praetorius im Album amicorum von David von Mandelsloh (1614)

Jacob Praetorius der Jüngere, auch Jacobus Praetorius der Jüngere, eigentlich Jacob Schultz (* 8. Februar 1586 in Hamburg; † 21. oder 22. Oktober 1651 in Hamburg) war ein deutscher Organist und Komponist.
Jacob Praetorius’ Großvater Jacob Praetorius der Ältere und sein Vater Hieronymus Praetorius (1560–1629) waren Organisten an der Hauptkirche St. Jacobi in Hamburg, seinen ersten Unterricht erhielt er bei seinem Vater.
Als Nachfolger von Heinrich thor Molen erhielt Praetorius 1604 im Alter von 18 Jahren die Organistenstelle an der Hamburger St.-Petri-Kirche, die er bis zu seinem Tod bekleidete. Gemäß neuesten Forschungen begab sich Praetorius ab 1606 für zwei Jahre nach Amsterdam, um bei Jan Pieterszoon Sweelinck zu studieren, womit er einer von dessen ersten Schülern gewesen zu sein scheint. Sweelinck komponierte für Praetorius’ Hochzeit im Jahre 1608 eine Motette. 
Jacob Praetorius hatte drei Söhne und drei Töchter; sein Sohn Hieronymus wurde ebenfalls Musiker. Der Theologe Hieronymus Praetorius war sein Bruder.
Sein kompositorisches Schaffen umfasst hauptsächlich Motetten, Stücke für Orgel sowie Galliarden. Darüber hinaus machte er sich im Rahmen seiner Tätigkeit an der Hamburger Kirche St. Petri einen Namen als Lehrer für Orgel und Komposition. Praetorius war u. a. Zeitgenosse von Heinrich Scheidemann; als seine bedeutendsten Schüler sind Matthias Weckmann sowie Berendt Petri anzusehen.